# The Hive Stadium
The Hive Stadium är hemmaarena för Barnet FC och London Bees. Den ligger i Edgware i norra London och kan inhysa 6 500 åskådare. Den blev färdigställd till säsongsstarten 2013/14.

## Historia
Anläggningen vid Prince Edward Playing Fields som platsens ursprungliga namn var började redan 2003. Då var det lokala klubben Wealdstone FC som inledde ett arbete för en ny hemmaarena. Det gick dock i stöpet då de inte fick ihop det ekonomiskt och 2006 köptes istället platsen upp av Barnet FC.
Då inleddes en stor förvandling av området då hela anläggningen rustades upp. Flera planer anlades, vägar asfalterades och huvudbyggnaden färdigställdes. Sedan 2013/14 spelar också Barnet FC sina hemmamatcher på The Hive.

## Läktare
The Hive Stadium består av fyra olika läktarsektioner:
- West Terrace
- North Terrace
- East Terrace
- South Stand

West Terrace är den stora huvudläktaren som ligger mot tunnelbanespåret. På motsatt sida är East Terrace placerad och den är till för VIP och de som vill utnyttja faciliteterna på ett annat vis då den har tillgång till bar och stoppade stolar. North och South Terrace är ståplatsläktare där North inhyser bortasupportrar och South hemmasupportrar.

## Anläggningen
The Hive är ett stort komplex som även fungerar som träningsanläggning för Barnet FC. Det finns flera konstgräsplaner, gräsplaner samt tillgång till bland annat omklädningsrum, gym, pool, restauranger och konferensanläggning.